# Fânias de Eresos

Fênias de Eresos (em grego clássico: Φαινίας ὁ Ἐρέσιος, Phainias; também Fanias (Φανίας)) foi um filósofo grego natural de Lesbos, importante como seguidor e comentarista imediato de Aristóteles. Chegou a Atenas por volta de 332 a.C. e uniu-se ao seu compatriota Teofrasto na Escola Peripatética. Seus escritos sobre lógica e ciência parecem ter sido comentários ou complementos às obras de Aristóteles e Teofrasto. Também escreveu extensamente sobre história. Suas obras sobreviveram apenas em fragmentos citados por outros autores.

## Vida
Fênias nasceu em Eresos, na ilha de Lesbos. Era amigo e conterrâneo de Teofrasto, cuja carta a Fênias é mencionada por Diógenes Laércio. Chegou a Atenas por volta de 332 a.C., e juntou-se a Teofrasto na Escola Peripatética. Foi o discípulo mais destacado de Aristóteles, depois de Teofrasto. Escreveu sobre todas as áreas da filosofia estudadas pelos peripatéticos, especialmente lógica, botânica, história e literatura.

## Filosofia

### Lógica
Há poucas informações sobre seus trabalhos em lógica. Parece ter escrito comentários e suplementos às obras de Aristóteles, que acabaram sendo ofuscados pelos escritos do próprio mestre. Em uma passagem de Amônio, é dito que Eudemo, Fênias e Teofrasto escreveram, emulação de seu mestre, Categorias, Da Interpretação e Analíticos. Há também uma passagem importante sobre ideias, preservada por Alexandre de Afrodísias, de uma obra de Fênias, Contra Diodoro, que possivelmente é a mesma obra Contra os Sofistas, da qual Ateneu cita uma crítica a certos músicos.

### História natural
Uma obra Sobre as Plantas é repetidamente citada por Ateneu, frequentemente em conexão com a obra de Teofrasto sobre o mesmo assunto, da qual pode ter sido um suplemento. Os fragmentos citados por Ateneu são suficientes para dar uma ideia do conteúdo da obra e do estilo do autor. Ele parece ter dado atenção especial a plantas usadas em jardins e de outras formas ligadas aos seres humanos, e em seu estilo percebe-se a exatidão e o cuidado com definições que caracterizam a Escola Peripatética.

### História
Fênias é mencionado por Plutarco, que o cita como autoridade, como "um filósofo versado em história". Escreveu uma espécie de crônica chamada Pritanos Eresianos, cujo segundo livro é citado por Ateneu. Era ou uma história de sua terra natal ou uma história geral da Grécia organizada segundo o período do magistrado eresiano. Também interessou-se pela história dos tiranos, sobre a qual escreveu várias obras. Uma delas era Sobre os Tiranos da Sicília. Outra intitulava-se Sobre o Assassinato de Tiranos por Vingança, na qual parece ter discutido a questão abordada por Aristóteles em sua Política. Há várias citações desta obra, incluindo a história de Antileão e Hiparino, que mataram o tirano de Heracleia.

### Literatura
Sobre história literária, duas obras de Fênias são mencionadas. Em Sobre os Poetas, citado por Ateneu, ele parece ter dado atenção especial aos músicos e comediógrafos atenienses. Sobre os Filósofos Socráticos é citado duas vezes por Diógenes Laércio.
Fênias de Eresos também foi um dos primeiros a fazer coleções sistemáticas para uma história da música grega. Seu tratado e outros, agora perdidos, foram fontes importantes para compiladores na era Imperial, como Ateneu e o pseudo-Plutarco, e forneceram material para os léxicos tardios. "Tais compilações refletem o cosmopolitismo grego, com suas formas mais generalizadas de linguagem, literatura, arte e música, que foram marcas da era helenística."